# 프리드리히 프란츠 3세
프리드리히 프란츠 3세(Frederick Francis III, 1851년 3월 19일 ~ 1897년 4월 10일)는 메클렌부르크슈베린의 두 번째 대공이었다.